# 李晟馥
李 晟馥（イ・ソンボク、1952年6月4日 - ）は、韓国の詩人。慶尚北道尚州市出身。本貫は韓山李氏。

## 略歴
1952年6月4日、慶尚北道尚州市に生まれる。ソウル大学校仏語仏文学科と同大学院修士、博士課程を終えた。1977年、『文学と知性』に『정든 유곽에서(慣れ親しんだ遊郭で)』を発表し登壇した。
李の詩は、突出した想像力と意外性で注目を浴びてきた。最初発表された詩で豊富な自由連想のイメージで人々を驚かせた李は、2番目の詩集『남해 금산(南海錦山)』で熱い恋のすばらしい境地を見せることで多くの読者を感動させた。李は繊細で平易な言葉で現代の精神的危機を詠う詩人だと評価されている。現在、啓明大学校文芸創作学科教授。

## 年譜
- 1952年6月4日、慶尚北道尚州市に生まれる。[1]
- 1977年、『文学と知性』に『정든 유곽에서(慣れ親しんだ遊郭で)』を発表して登壇。
- 1982年、金洙暎文学賞受賞。
- 1990年、素月文学賞受賞。
- 2004年、第12回大山文学賞受賞。
- 2007年、第53回現代文学賞受賞。

## 代表作品
- 1977年、정든 유곽에서(慣れ親しんだ遊郭で) [4][5]
- 1980年、뒹구는 돌은 언제 잠 깨는가(転ぶ石はいつ起きるのか)
- 1986年、남해 금산(南海錦山)
- 1990年、그 여름의 끝(その夏の最後) 、꽃핀 나무들의 괴로움(花咲いた木の苦しさ) 、그대에게 가는 먼 길(あなたに行く遠い道)
- 1993年、호랑가시나무의 기억(ヒイラギモドキの記憶)
- 1994年、사랑으로 가는 먼 길(愛に行く遠い道)
- 2001年、네 고통은 나뭇잎 하나 푸르게 하지 못한다(君の苦痛は葉っぱ一枚青くできない)
- 2001年、나는 왜 비에 젖은 석류 꽃잎에 대해 아무 말도 못했는가(私はなぜ雨に濡れた石榴の花びらについて何も言えなかったのか)
- 2003年、아, 입이 없는 것들(あ、口のないものたち) 、달의 이마에는 물결무늬 자국(月に額には波模様の跡)
- 2004年、오름 오르다(登り登る)